# 三姐弟布丁事件
三姊弟布丁事件是發生於臺灣2016年1月8日至13日的重大食安與社會事件。此事件引起大量迴響及各界討論，截至事件平息為止，知名討論區如批踢踢實業坊，約增加了五百多篇相關討論文章，而該臉書粉絲團更是湧入了十萬筆以上的留言。

## 背景
「三姊弟雞蛋布丁」，藉由過往報導聞名於臺灣；高雄蔡姓三姊弟分別大姐蔡依紋、二弟蔡亞哲、三弟蔡亞倫，2012年2月因媽媽癌症過世，爸爸在中國大陸工作，與阿嬤謝玉治相依為命。因阿嬤沒有收入，加上以前媽媽在世時的低收入補助被取消，三姊弟於是請親戚教導做布丁的技巧，靠販賣布丁賺取生活費與學費。
2012年成立臉書粉絲團「三姊弟雞蛋布丁」，自2013年3月19日起改名為「三姊弟甜品點心坊」，主要銷售商品為布丁，另有奶酪、奶凍、手工餅乾、濾泡式咖啡等，自2012年至2015年
皆不斷有媒體專題報導，感人勵志的故事於網路及媒體曝光後，引起許多好心網友熱情訂購。

## 事件源起
事件導火線始於2016年1月1日，中原大學的一名教授向三姊弟甜品點心坊訂購了25盒布丁，指定1月7日到要給學生吃，「三姊弟甜品點坊」允諾可以準時送到。教授也於1月4日二度提醒，不過布丁卻於7日中午才寄出，並延遲至8日才送到。由於已不符原先約定好的日期，加上延遲一天已無法達成教授欲請學生享用的美意，於是要求退貨。
「三姊弟甜品點心坊」原先已承諾退款，但隨後阿嬤於1月8日來電批評該教授沒肚量、沒愛心就不要訂，並於同日在臉書貼文：「有一個中原大學的陳教授，布丁慢一天寄給他，傳訊息跟他對不起，但他卻不讓我們道歉，貨送出去25盒，卻把貨退回來，還罵當一個教授的人沒這個肚量嘛？書讀那麼高有什麼用？」乍看之下覺得三姊弟受了委屈，沒想到陳教授隨即發文澄清，還原經過。
1月8日晚間八點，陳教授於批踢踢實業坊發文，秀出對話記錄，表示在訂購時就確認是否能如期出貨，對方答應才下訂。陳教授還整理懶人包——「1月1號下訂，確認出貨時間」、「1月4號匯款，提醒寄送時間」、「1月7號沒收到布丁」。原來三姊弟晚寄送，布丁8號才能送到，陳教授要求退款卻接到三姊弟的阿嬤打電話來罵他「又不是晚好幾天，有必要退回來嘛？你肚量那麼小，我網路也會寫，沒那個愛心就不要訂。」
網路上開始出現批評「三姊弟」的言論。而該店於同日晚間十點，在臉書上貼出第一篇道歉文，想為自己澄清，沒想到適得其反，再加上夜間不斷爆出三姐弟家中生活優渥、三姐弟在校霸凌敲詐和勒索、食安問題等狀況，掀起一波對「三姊弟」批判熱潮。

## 事件經過

### 疑似家境優渥，不如外界形象般窮苦
1月8日至1月9日期間網友陸續發現，三姊弟與阿嬤穿著及使用非常多名牌商品，生日禮物是名牌皮夾與金飾組，還曾去高檔餐廳吃飯，指出其生活優渥，且還持續在大眾面前表現窮苦形象（比如發文請大家捐棉被、多次在媒體面前表示生活困苦），被控濫用愛心。
對此，三姊弟和阿嬤出面反駁，指稱大餐是別人請的、昂貴的3C產品和潮牌服飾是網友送的，隔天卻被翻出阿嬤所言與過去姊弟臉書及Instagram帳號的發文諸多矛盾之處，引起更多討論。

### 父親說法眾說紛紜
關於三姊弟父親欠債失蹤一事，後被發現父親早已回來，三姊弟對此解釋的說詞為確實已回來，先前接受節目採訪也有提及未隱瞞，但阿嬤卻說那個人不是他們的爸爸，說詞不一也被網友質疑。

### 第二次道歉文
1月10日凌晨一時，三姐弟布丁於其粉絲團發出第二次道歉文，文章疑似是從台南市發出
，內容坦承這次的事情處理不夠好，對教授感到抱歉，並再一次澄清沒有濫用愛心，以此希望能平息眾怒。
但其澄清文亦再次被網友們發現許多漏洞。

### 演藝事業背景
同日清晨，網友意外發現其一家具有影視背景，父親曾是影視公司負責人，姊姊曾當過小童星，讓外界對其一家清寒形象打了一個大問號。

## 後續發展

### 三姊弟的阿嬤燒炭輕生未遂
阿嬤於1月10日承受不住網路輿論壓力而燒炭輕生，開始引起兩方論戰。一方認為，三姊弟年紀尚小，不應過度指責、把人逼上絕路，另一方則認為三姊弟和阿嬤始終不願坦承並道歉，且因蘋果日報報導指出，阿嬤燒炭輕生時，蘋果日報記者「正好」打電話欲採訪，而阿嬤也透露自己正在燒炭自殺，加上透過記者所拍攝到的照片，可見炭尚未燃燒至產生白灰，房間也開著電扇，使網友質疑一切只是套好的，來博取同情。

### 懶趴震之亂
1月10日晚間，爆出主角三姐弟中的弟弟（Line暱稱為「倫哥」）在Line群組不雅發言截圖，引起關注，因為前五天自稱同學的「可是瑞凡」於YouTube影片留言爆「倫哥」的卦。「倫哥」認為「可是瑞凡」就是同學「覽趴震」，因此不滿而在群組中大嗆質疑；此事在網路上被廣泛討論，網友戲稱此為「懶趴震之亂」。

### 第三次道歉文及宣佈關閉臉書粉絲團
1月12日三姊弟布丁於粉絲專頁發文，除了向事發緣由的教授道歉，同時也表示日前的訂單處理到一個段落，將於隔天下午關閉粉絲頁，但後來又將此文刪除，於13日表明不關閉粉絲團，以一位「阿伯」代表發言透露，三姊弟粉絲團不會關閉，否則對不起網友。

### 教授發文表示原諒
教授於1月13日的發文中表示，雖然後續事件重點已經不再是他和三姊弟的買賣糾紛，但仍有不少網友認為是他的退貨和要求退款引起，希望三姊弟能向他道歉，他也能出面回應，因此他才決定再度發文。教授認為「這是一場沒有贏家的爭論」，他也不樂見阿嬤輕生，互相的爭論並沒有贏家，只是損失的程度不同。他也願意接受他們的道歉，即使只是一句簡短的道歉，不過同時表示阿嬤承諾1月11日退款，但目前仍未有下文。他也指出人都有犯錯的時候，但如何修正只能靠自己，且每個人都曾經歷過和同儕比較的年紀，只要你盡力了、問心無愧了，真的不用太在意外界的看法。文末，他引述金凱瑞電影中的台詞「The truth shall set you free（真相將使你自由）」，很多時候想了半天的答案，還不如你直接說實話回應就好。

### 衛生局稽查三姊弟布丁
因三姊弟布丁事件爆發，有民眾投訴到高雄市衛生局，表示吃了該家產品後肚子不舒服，希望可以了解其製作過程是否衛生。衛生局接獲檢舉後，11日前往三姊弟布丁稽查並取樣化驗，發現其製做環境只是一般的家庭式廚房，初步判定原料、製程都只是「布丁粉加開水調理」，所以沒有太大的疑慮。

### 國稅局日後將前往調查
因三姊弟布丁事件爆發，三姐弟布丁遭檢舉質疑恐有涉及逃漏稅的嫌疑，高雄國稅局也坦承，他們在短短幾天就接到多達40人以上檢舉布丁三姊弟的通報，對此將會前往了解布丁三姊弟是否有營利事業登記證，也將調閱帳冊、匯款資料，追查這一家人是否有漏報營所稅和營業稅。

### 黑色星期五發言
2016年5月16日關閉原本的FB專頁「兩兄弟幫幫忙點心坊」，現在沿用「三姊弟甜品點心坊」名稱，之後因為在星期五發表賣布丁訊息，遭譏諷其為黑色星期五販售日。

### 捲入債務與犯罪疑雲
2024年11月，24歲的蔡亞倫涉及多項法律問題，包括參與詐騙集團並擔任車手工作，以及未償還貸款。他曾於2023年1月與其他成員在屏東、高雄等地提領被害人款項，金額共計超過35萬元。高雄地院今年2月判處詐欺罪徒刑1年1月，經上訴後改判為10個月徒刑。同時，屏東地院針對其涉及的6項詐欺案件，判處10至11個月有期徒刑，相關案件目前仍在審理中。
三姊弟經營的布丁攤位於2024年10月20日突然退租，店內物品未搬空便關閉。有居民反映，近幾個月來曾有黑衣人到店攤尋找三姊弟。三姊弟因未償還59萬元貸款，被融資公司聲請強制執行，法院已批准執行。

## 外界評論
愛心能夠幫助別人，但是氾濫的愛心會使別人變得懶惰。
- 呂秋遠：「他們賣的不是布丁，是同情。所以，今天三姊弟的問題真的不在於賺錢能不能買奢侈品，而是這樣的行為已經違背了他們賣的產品特質。如果他們真要繼續以銷售布丁為生，唯一的方式恐怕就是提升產品品質，而不是繼續辯駁或道歉。因為，同情賣完了。」[34]

- 蔡康永：「我們做善事，是因為覺得這樣做才對，才符合我們對自己的期望，而不是因為這樣我們就可以指導對方怎麼生活。付出，常常是因為我們想付出，而不是因為我們比較高級。」[35]

- 謝和弦：「還記得煎熬弟的媽媽，也是因為這樣，真的自殺，真的死了嗎？還記得楊又穎，也是因為這樣，真的想不開，真的選擇自殺了嗎？台灣最不缺的，就是看不慣別人生活過得比自己好的廢渣，人真的被弄死了，晚上睡得著嗎？行行好吧，台灣最美的風景，不就是人情味嗎？」[36]

- 郭彥甫：「以前我們拍過你們『三姐弟布丁』，當時的確挺辛苦的住在一間機車行的樓上，當『困境』經過各方善心的援助下得到改善，小朋友們應該要有智慧學會讓出『愛心』，真正的成功順利需要踏實的追求，否則有一天處境將比當時更加辛苦！」[37]「人生的道路上遇到不順有人會攙扶你起身，但不應該要人抱著你通往人生道路，畢竟大家都有自己的路要走～是吧！」[38]

- 陳沂:「布丁阿嬤大概是灑狗血的八點檔看太多了，深怕觀眾轉台，使出必殺技來賺人熱淚扭轉壞人形象。是說，魏應充如果去燒炭自殺的話，或許大家也要原諒他了吧？才怪！做錯事說謊騙人被輿論譴責本來就是活該，請敢作敢當勇於面對勇敢認錯，一哭二鬧三上吊，再試圖把風向導向網友霸凌，我覺得超級卑鄙的啦！」[39]

- 「廣告小妹AdFan」表示，三姊弟布丁事件結局根本神展開。她認為許多人不爽主因是糾結於姊弟三人（還有阿嬤）「濫用愛心」，吃好穿好用好，隔天卻說缺學費缺棉被，拜託大家買布丁。她引用一位中國徐姓女演員曾默默做善事的故事，但其中卻有受幫助的大學生擁有了一隻新手機，女演員震怒，大學生不服說：「這是我個人的選擇，沒有跟您多要錢。請問不對在哪裡？」最後徐姓女演員毅然決然終止了所有援助。廣告小妹AdFan指出：「我們每個人做善事的原因都不同，但是結果都一樣：改善另一個人或集體的生活。徐的目的很清楚，幫助孩子們完成學業從此全家脫貧。她想幫助的對象是貧窮孩子，甚至我猜想，她對於那些孩子的期望還希望他們惜福懂分寸，知道什麼該買什麼不該買。」她坦言，當下其實並不是很贊同，但是時隔多年，「我想我會與徐姓女演員做出同樣的決定。」[40]

- 許常德:「有些正義是霸道的，有些是淺薄無知的；甚至有時如同加害者，再次傷害被害者的心。有時太過絕對的正義，會演變為偽正義。社會害怕『太多愛』，反而仇恨『不夠恨』！」並感嘆有時自以為的正義，或許會過於「霸道」，反而傷害到更多的人。[41]

- Kiwebaby：「我們常會因出於 同情心而去幫助弱勢 但當他不再弱勢之後 也代表著 我們的幫助也真的幫助到他了 不該為對方感到開心嗎 常會有人說 哎呀那些賣口香糖玉蘭花的 說不定超有錢的好嗎 但其實不必多想 有些人 就真的想讓他們早點下班而已。」[42]

- 于美人：于美人12日也在節目《新聞挖挖哇》中討論此事，她除了對3姊弟阿嬤疑似「邊燒炭邊連線」的舉動提出質疑，也對大家認為善款運用不當的行為提出疑問。網友肉搜出布丁3姊弟竟能送香水、穿潮T、又拿iPhone，引起大眾怒批濫用愛心；而于美人也就此解釋，大家買3姊弟的布丁，不就是要他們把日子過好，為什麼生活品質提升了，大家會覺得這麼「不舒服」呢？主持人鄭弘儀也反問網友，到底哪裡「假掰」，3姊弟聲稱東西都是網友送的不可以嗎？但于美人接著也勸告3姊弟，要好好研發「布丁3姊弟」這個品牌，東西不好吃還是沒有人會買，並強調用「愛心不長久」！[43]

- 李秉潔（潔哥）認為，窮要窮得有骨氣，希望三姊弟能這次的事件中學習成長，而不是只靠社會的愛心。[44]

- 「鄉民女神」qn「黃拉結」認為台灣理盲又濫情的人實在太多，不難理解為什麼黑心企業不會倒。[45]

- 網路名人雪碧認為大家是出自於愛心買布丁，若三姊弟生活變好，也可以幫助其他需要幫助的人，回饋大眾，除盼三姊弟布丁學會教訓，知錯能改，也希望網友再給他們一次機會，「別逼到上斷頭臺公審，輿論壓力會害死人，切記切記。」[46]

- 男模高廷宇於臉書貼文，首先分享一個故事，批評接受愛心的人不要本末倒置，而後寫出自己對「做愛心」的看法，並批評三姊弟的道歉文，根本就是鬼打牆，看不出任何誠意。希望不要讓真的有愛心的人，對這個社會心寒，再也不想伸出援手，更說「通往地獄的道路，往往都是由『善意』鋪成的」。[47]